# Samogitija
Samogitija ali Žemaitija (samogitsko Žemaitėjė, latvijsko Žemaitija) je ena od petih demografskih regij Litve in v preteklosti ena od dveh glavnih upravnih enot Velike litovske kneževine. Druga je bila Prava Litva. Žemaitija je v zahodni Litvi. Njeno največje mesto je  Šiauliai. Ima dolgo in posebno kulturno zgodovino z lastnim samogitskim narečjem.

## Etimologija in druga imena
Rusinski viri imenujejo regijo жемотьская земля (Žemot'skaja zemlja). Iz tega imena sta nastali poljsko ime Żmudź in verjetno srednje visokonemško Sameiten. V latinskih virih se je ime običajno pisalo Samogitia, Samogetia in podobno. Domačini in drugi Litovci so jo imenovali izključno Žemaitija. Ime Samogitija se v Litvi ne uporablja že najmanj dvesto let. Litovska beseda žemaitija pomeni "nižavje". Regija je bila znana tudi kot Spodnja Litva in v jidišu זאַמעט (Zamet ali Žamot).

## Demografija in jezik
Samogiti govorijo samogitščino, ki je v preteklosti veljala za eno od treh glavnih narečij litovščine. Sodobni jezikoslovci so ugotovili, da sta narečji samo dve, drugo je  avkštaitsko, in da imata obe narečji po tri podnarečja. Samogitščina ima severno in južno podnarečje, ki se še naprej delita. 
V pokrajini Klaipėda je nekoč obstajalo zahodno podnarečje, ki pa je po drugi svetovni vojni izumrlo, ko so njegovi prebivalci pobegnili iz regije ali so jih izgnale ali pregnale sovjetske oblasti. V 15. in 16. stoletju so se Samogiti iz pokrajine Klaipėda imenovali "Lietuvininkai". Ob koncu 19. stoletja se je območje v nemščini imenovalo Memelland in bilo del Prusije, prebivalce pa so imenovali Prūsai. Po drugi svetovni vojni so ozemlje zahodnega podnarečja naselili predvsem severni in južni Samogiti in drugi Litovci. Samogitski jezik ima zlomljeno intonacijo ("laužtinė priegaidė", različica začetnega naglasa), podobno kot latvijski jezik. Leta 2010 je bila samogitskemu narečju dodeljena standardna jezikovna koda ISO 639-3 ("sgs").
Samogitija (Žemaitija) je ena od najbolj etnično homogenih regij v Litvi. V nekaterih okrožjih je več kot 99,5 % Litovcev. V prvi polovici 19. stoletja je bila Žemaitija glavno središče litovske kulture. Žemaičiaji so tradicionalno nasprotovali kakršnim koli protilitovskim omejitvam. Lokalna vera je pretežno rimskokatoliška, čeprav so na jugu pomembne luteranske manjšine.
Raba samogitskega narečja se zmanjšuje, saj vse več ljudi uporablja standardno litovščino. Nekateri lokalni sveti, zlasti v Telšiaiju, so v manjši meri poskušali določene informacije ob cesti pisati tudi v svojem narečju. Nekatere šole učijo otroke tudi samogitsko narečje.

## Politika
Zgodovinska Samogitija/Žemaitija je  bila avtonomna regija Velike litovske kneževine. Ko je bila Litva po tretji delitvi poljsko-litovske Republike obeh narodov  leta 1795 priključena k Ruskemu carstvu, je ta status izgubila in postala del Vilenske gubernije. Leta 1843 je bila vključena v Kaunaško gubernijo, manjši del pa v Kurlandsko gubernijo. Od takrat ni imela nobenega posebnega političnega položaja, čeprav je  v uporu februarja 1831 poskušala doseči položaj samostojne države. 
Žemaitijo zdaj predstavlja Samogitsko kulturno društvo, ki ohranja samogitsko kulturo in jezik.

## Zgodovina
"Ne vemo, po čigavi zaslugi ali krivdi je bila sprejeta takšna odločitev, ali s čim smo vaše gospostvo tako užalili, da je bilo vaše gospodstvo zasluženo usmerjeno proti nam, ki nam povsod ustvarja stisko. Najprej ste sprejeli in napovedali odločbo o deželi Samogitiji, ki je naša dediščina in naša domovina iz pravnega nasledstva naših prednikov in starejših. Še vedno jo imamo v lasti, je in je bila vedno ista litovska dežela, ker je tam en jezik in isti prebivalci. Ker se dežela Samogitija nahaja niže od dežele Litve, se imenuje Samogitija, in se v litovščini imenuje Spodnja dežela [Žemaitija]. Samogiti imenujejo Litvo Aukštaitija, torej z vidika Samogitov Gornja dežela. Razen tega so Samogiti sami sebe že dolgo imenovali Litovci in nikoli Samogiti. Zaradi takšne identitete (sic) v našem pismu ne pišemo o Žemaitiji, ker je vse eno: ena država in isti prebivalci."
— Vitold Veliki, odlomek iz pisma, poslanega 11. marca 1420 svetemu rimskemu cesarju Sigismundu; Vitold v pismu, pisanem v latinščini, opisuje, da je jedro Velike litovske kneževine sestavljeno iz  Žemaitije (nižavja) in Aukštaitije (višavja); izraz Aukštaitija je znan od 13. stoletja.

Ozemlje zgodovinske Samogitije je bilo mnogo večje od sedanje etnografske ali narečne Žemaitije in je obsegalo ves osrednji in zahodni del Litve.
Izraz Samogiti je latinizirana oblika starodavnega litovskega imena prebivalcev nižin osrednje Litve. Prvotna subetnična Samogitija, se pravi kultura ravninskih grobišč v osrednji Litvi, se je oblikovala že v 5. – 6. stoletju. Pred tem so nižavje naseljevali južni Semigalci in južni Kuroni. Zahodni del zgodovinske Samogitije je med 13. in 16. stoletjem postal etnično litovski. Prvotna vzhodna meja zgodovinske Samogitije je bila od konca 13. stoletja reka Šventoji, pritok reke Neris. Približno v tistem času je litovski vladar Vitenis razširil ozemlje svoje oblasti v Aukštaitijo ob reki Nevėžis na škodo Žemitije.
V obdobju od 13. do 16. stoletja sta na Samogitijo mejila in jo stalno ogrožala ekspanzionistična Tevtonski viteški red na jugu in Livonski viteški red na severu.
Z njenim ozemljem se je večkrat tudi trgovalo v mirovnih sporazumih z obema redoma. Samogitijo je pozneje po več spopadih ponovno pridobila Litva.
Stara Samogitija je več kot dvesto let igrala osrednjo vlogo v vojnah Litve proti tevtonskim vitezom. Napadi na Litvo so se začeli leta 1229. Saule (1236), Skuodas (1259), Durbe (1260) in Lievarde (1261) so le nekatera prizorišča velikih bitk med tevtonskimi vitezi in Litvanci. Bitke so se dogajale, ker je bila Samogitija zadnja poganska regija v Evropi. Od leta 1345 do 1382 so tevtonski vitezi iz Prusije napadli približno sedemdeset krat, livonski vitezi pa trideset ktrat. Samogitske trdnjave so bile leto za letom napadene, poljski pridelki uničeni, ženske in otroci zasužnjeni, moški pa pobiti. Samogiti so kljub temu uspeli obraniti svojo deželo do odločilne bitke pri Grunwaldu ali Žalgirisu leta 1410, v kateri so združene poljsko-litovske sile premagale Tevtonski red in končale njegovo križarsko obdobje.
V 15. stoletju je bila Samogitija kot zadnja regija v osrednji Evropi končno pokristjanjena. V 15. in 18. stoletju je bila znana kot Vojvodina ali Starešinstvo Samogitija in je obsegala tudi nekatera ozemlja, ki se danes štejejo za Aukštaitijo in Suvalkijo. Vojvodina Samogitija je bila avtonomna upravna enota Velike litovske kneževine, nekoliko podobna vojvodstvu.
Po delitvah poljsko-litovske Republike obeh narodov je bila Samogitija skupaj s preostalo Litvo vključena v Rusko carstvo. V 19. stoletju je bila jedro litovskega kulturnega preporoda  in središče tihotapljenja knjig, natisnjenih v litovskem jeziku, ki so ga okupacijske oblasti prepovedale.
Leta 1883 je Edmund Veckenstedt izdal knjigo Miti, sage in legend Samogitov v litovskem jeziku.
Po prvi svetovni vojni je Samogitija postala del novoustanovljene litovske države. Med drugo svetovno vojno je Litvo leta 1940 najprej okupirala stalinistična Sovjetska zveza, leta 1941 nacistična Nemčija in leta 1944 spet Sovjetska zveza. Slednja je 6. septembra 1991 priznala neodvisnost Litve. Zadnje sovjetske enote so se iz Litve umaknile avgusta 1994.

## Simboli
Na grbu Samogitije je upodobljen črn medved s srebrnimi kremplji in ovratnico na rdečem ščitu s krono na vrhu. Veliki grb podpirata vitez z mečem in ženska s sidrom. Pod medvedom je moto Patria Una (slovensko Ena domovina). Grb na sliki je ustvaril umetnik Algis Kliševičius.
Na zastavi Samogitije z lastovičjim repom je grb na belem ozadju. Zastava z velikim grbom ima rdečo obrobo.
Domneva se, da se oba simbola uporabljata že stoletja, zlasti grb. Različni viri trdijo, da je bil prvič uporabljen v 14. ali 16. stoletju. Simbole je uporabljalo samogitsko starešinstvo in spadajo med najstarejše simbole litovskih etnografskih regij. 21. julija 1994 je te simbole priznala tudi vlada Litve.
Ker se Samogitija ne ujema z nobeno trenutno upravno enoto Litve, se ti simboli uradno ne uporabljajo več. Samogitski medved je upodobljen na grbih okrajev Šiauliai in Telšiai in mesta Šiauliai.
Emblem motorizirane pehotne brigade litovskih oboroženih sil Samogitia (Samogitija) je grifon z mečem v desni roki in ščitom s samogitskim medvedom v levi.

### Galerija
- Grb Samogitije na spominskem kovancu za 2 €, izdanem leta 2019
- Grb okraja Šiauliai
- Grb okraja Telšiai
- Grb mesta Šiauliai
- Emblem Samogitske motorizirane brigade

## Turizem
Najbolj obiskane turistične destinacije v Samogitiji sta mesti Palanga in Kretinga in Žemajcka kalvarija (litovsko Žemaičių Kalvarija). Večina turistov prihaja iz Latvije, Poljske, Belorusije, Rusije, Nemčije, Španije, Finske in Švedske.
Žemajcka kalvarija ali Novi Jeruzalem obiskujejo romarji s celega sveta, zlasti med praznovanjem Velike Žemajcke kalvarije, običajno junija ali julija.